# Кеннон-стріт (станція)
51°30′41″ пн. ш. 0°05′26″ зх. д. / 51.511389° пн. ш. 0.090556° зх. д.

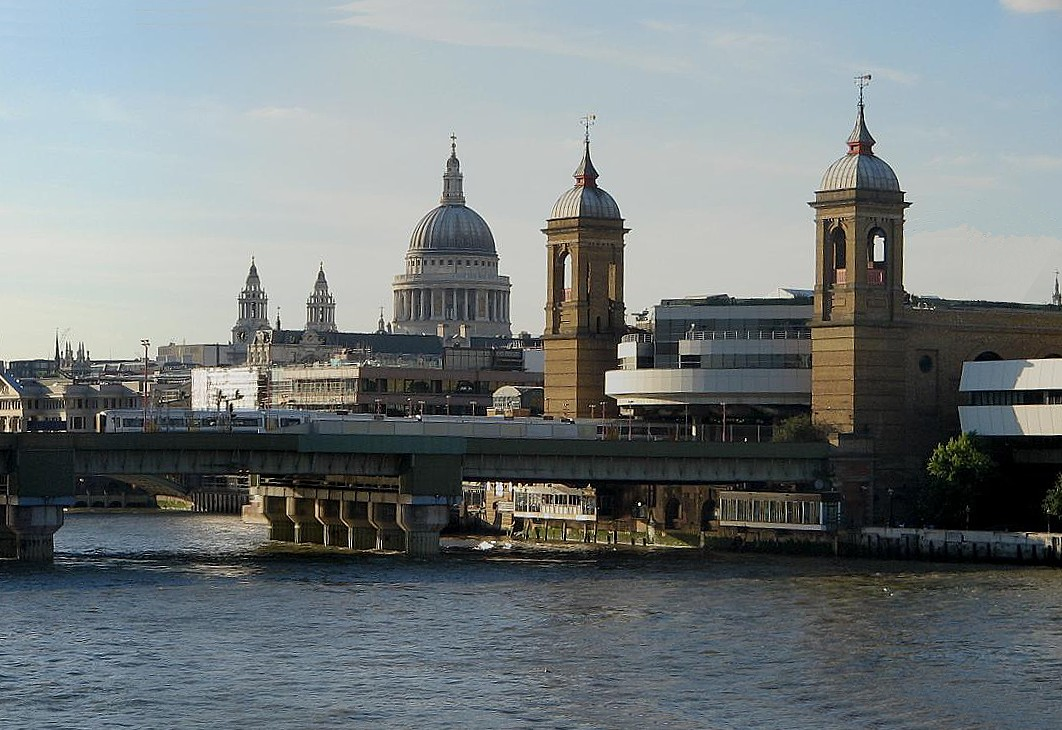
Екстер'єр залізничної станції, вигляд з Лондонського моста

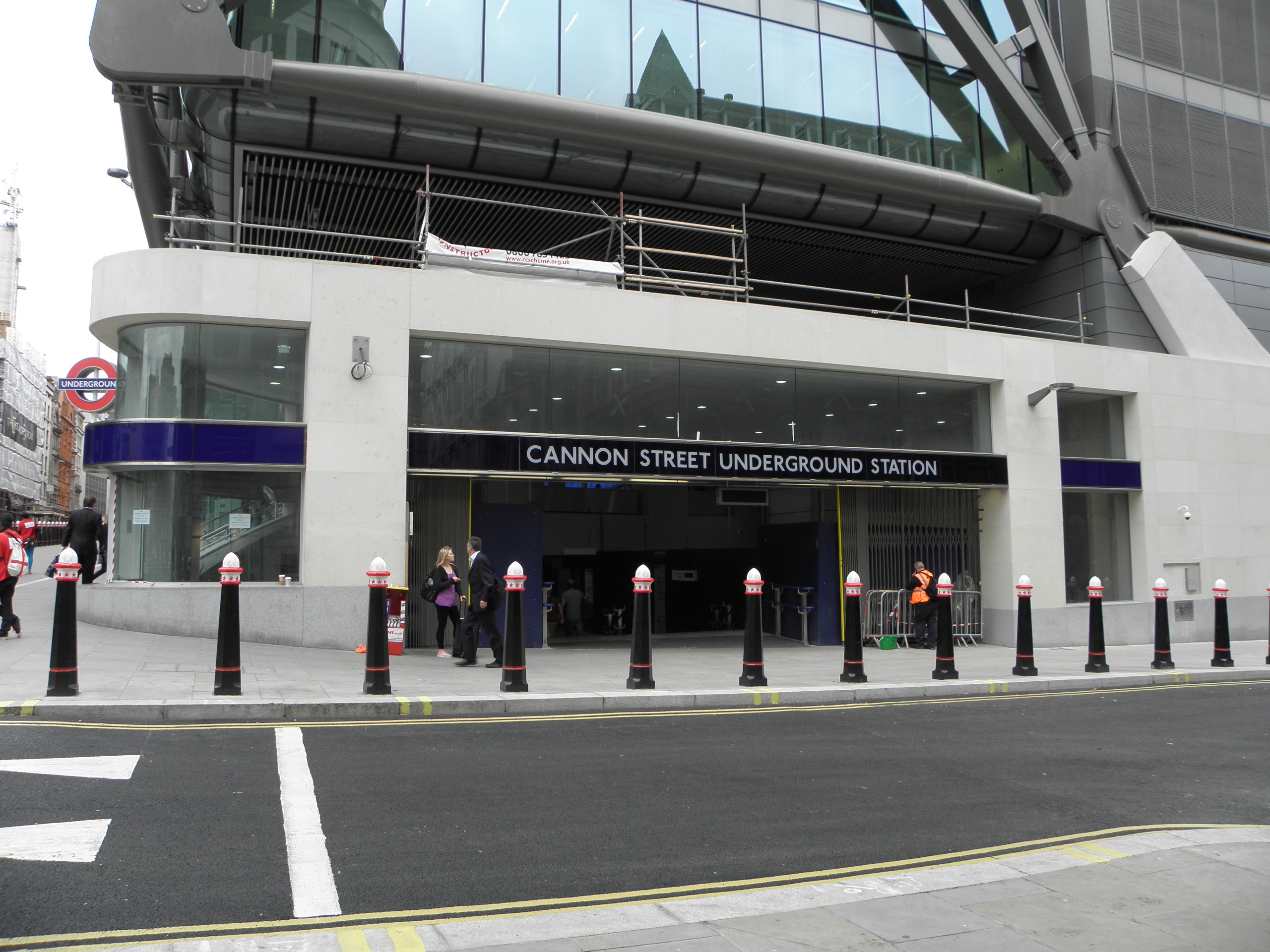
Екстер'єр вестибулю метростанції

Кеннон-стріт (англ. Cannon Street station) — станція Лондонського залізничного вузла та Лондонського метрополітену ліній Кільцева та Дистрикт. Розташована у тарифній зоні 1 між північним берегом річки Темза та Кеннон-стріт на мосту Кеннон-стріт.
Пасажирообіг залізничної станції на 2016 рік — 21.242 млн. осіб
Пасажирообіг метростанції на 2016 рік — 8.98 млн. осіб
Станція має 7 тупикових колій. По виходу зі станції колії прямують мостом Кеннон-стріт, далі до поворотного трикутника і звідти до станцій Лондон-брідж та Чарінг-кросс. Залізничну станцію було відкрито 1 вересня 1866
Станція має входи на вулиці Кеннон-стріт та Даугейт-гілл, також у кроковій досяжності є Лондонський камінь (на північ від станції)

## Пересадки
На автобуси оператора London Buses маршрутів 15, 17, 521, 15H та нічні маршрути N15, N199
- У кроковій досяжності знаходяться метростанції Бенк та Меншн-хаус